# La Haie-Traversaine
La Haie-Traversaine település Franciaországban, Mayenne megyében. Lakosainak száma 466 fő (2022. január 1.). La Haie-Traversaine Ambrières-les-Vallées, Mayenne, Oisseau, Parigné-sur-Braye, Saint-Fraimbault-de-Prières és Saint-Loup-du-Gast községekkel határos.

## Népesség
A település népességének változása:
| Lakosok száma | 317  | 391  | 484  | 492  | 490  | 491  | 466  | 464  | 463  | 466  |
|               | 1968 | 1990 | 2006 | 2011 | 2015 | 2016 | 2018 | 2019 | 2021 | 2022 |